# یوسیپ شیمونیچ
یوسیپ شیمونیچ (زادهٔ ۱۸ فوریهٔ ۱۹۷۸) بازیکن فوتبال اهل کشور کرواسی است.
وی برای تیم ملی کرواسی ۱۰۵ بازی انجام داده و ۳ گل به ثمر رسانده‌است. پست تخصصی این بازیکن نیز مدافع است.